# Cátedra Ingmar Bergman en cine y teatro UNAM
La Cátedra Ingmar Bergman en cine y teatro UNAM es una iniciativa de la Universidad Nacional Autónoma de México, creada en 2010 a través de la Coordinación de Difusión Cultural. Organiza conferencias, mesas de reflexión y talleres con el fin de contar con un espacio de reflexión y formación académica que fortalezca y amplíe la cultura cinematográfica y teatral entre los universitarios y la sociedad en general.
La Cátedra ha invitado a personalidades como Chantal Akerman, Damián Alcázar, Antônio Araújo, Guillermo Arriaga, Carlos Bolado, Geraldine Chaplin, Doris Dörrie, Pierre Étaix, Katinka Faragó, Harun Farocki, Jorge Fons, Terry Gilliam, Daniel Giménez Cacho, Hugo Hiriart, Tenoch Huerta, William Kentridge, Hans Thies-Lehmann, Mike Leigh, Jonas Mekas, Wajdi Mouawad, Carlos Saura, Roland Schimmelpfennig, Volker Schlöndorff, Julie Taymor, Apichatpong Weerasethakul, entre otros.

## Historia
- Sesiones Ordinarias

| Año  | Mes               | Tìtulo | Invitados | Resumen |
| ---- | ----------------- | --- | --- | --- |
| 2015 | Agosto            | XVI sesión: Artistas de la luz.                                                                              | Luz Emilia Aguilar Zinser, Abril Alzaga, Reinhard Bichsel, Alejandro Cantú, Armando Casas, Ana María Cetto, Ernesto Contreras, Mario Espinosa, Gabriel Figueroa Flores, Damián García, Guillermo Granillo, Kenji Katori, Hugo Lara, Erika Licea, Alejandro Luna, Mario Luna, Emilio Maillé, Lorenza Manrique, Tonatiuh Martínez, Guillermo Palma, Miguel Ángel Rivera, Eva Sangiorgi, Itala Schmelz, María Secco, Eli Sirlin, Alberto Villarreal y Javier Zarco | En esta sesión la Cátedra Ingmar Bergman celebró su quinto aniversario, con la luz como protagonista de una semana de actividades dedicada a la reflexión sobre la escena fílmica, fotográfica y teatral, una celebración académica a propósito del año de la luz que se vio enriquecida con la presencia de numerosos especialistas. |
| 2015 | Febrero-marzo     | XV sesión: Territorios de experimentación.                                                                   | Jorge Ayala Blanco, Carlos Bonfil, Pedro Costa, Mauricio González Lara, Ali Khamraev, Roger Koza, Sergei Loznitsa, Cristina Nord, João Pedro Rodrigues, Eduardo Russo, Jim Stark y David Walsh | En colaboración con el FICUNAM, se ofrecieron conversaciones con los cineastas Sergei Losnitza (Ucrania), Pedro Costa (Portugal), João Pedro Rodrigues (Portugal) y Ali Khamraev (Uzbekistán). En el Foro de la crítica permanente se ofreció una mesa sobre teoría y cine, alrededor del legado de André Bazin y donde estuvieron los argentinos Eduardo Russo y Roger Koza, con los mexicanos Carlos Bonfil y Mauricio González Lara. En la mesa 2, dedicada al cine y la política participaron Cristina Nord (Alemania) y David Walsh (EE.UU) y Jorge Ayala Blanco ofreció la conferencia magistral sobre los frutos de la crítica cinematográfica, a través de la lectura y comentario de textos. Se ofreció el taller “La producción creativa e independiente”, impartido por Jim Stark. |
| 2015 | Febrero           | XIV sesión: Enseñanza y práctica del teatro gestual.                                                         | John Binkley, Jorge Dubatti, Michael Keller, Bree Valle y Philip Valle | En el marco del Festival Nacional e Internacional de Teatro Universitario, la Cátedra Ingmar Bergman en cine y teatro, UNAM, en colaboración con Imcine, Conaculta, AMACC, Cuesta College, Festival del Kennedy Center, Universidad de Northdrige, Universidad de Buenos Aires y Ernst Busch, se diseñó una sesión con cuatro talleres y una conferencia magistral. |
| 2014 | Mayo              | XIII sesión: Tradiciones y rupturas en el cine y el teatro universitario.                                    | Albino Álvarez, Abril Alzaga, José Fernando Azevedo, Armando Casas, Ileana Diéguez, Mario Espinosa, Everardo González, Lucina Jiménez, Beth Lopes, Ferdinando Martins, Evaldo Mocarzel, Patricia Moran, Dora Mourão, Enrique Singer, Abílio Tavares y Claudio Valdés Kuri | Se organizó su XIII sesión en São Paulo, Brasil, colaborando con la Pró-Reitoría de Cultura e Extensão Universitária de la Universidad de São Paulo (USP), con la Escuela de cine y televisión, Teatro USP-TUSP, Cine USP-CINUSP, la Tenda Cultural Ortega y Gasset, la embajada de México en São Paulo. Con esta sesión, se dio seguimiento a los diálogos que tuvieron lugar en la Ciudad de México en 2013 sobre la experimentación, la pedagogía y las políticas culturales organizada en el Marco del Festival de Teatro Universitario de la UNAM. |
| 2014 | Febrero-marzo     | XII sesión: Poéticas y paradigmas de la crítica                                                              | Carlos Avellar, Jorge Ayala Blanco, Pamela Bienzobas, Edgardo Cozarinsky, Ernesto Diezmartinez, Antje Ehmann, Harun Farocki, Gustavo Fontán, Alain Guiraudie, Otar Iosseliani, Robert Koehler, Roger Koza, Diego Lerer, Lorenza Manrique, Cuauhtémoc Medina, Daniela Michel, Rodrigo Plá, Eva Sangiorgi, Laura Santullo, Fernanda Solórzano, Marina Stavenhagen y Alexandra Zawia                                                                               | Para seguir explorando los terrenos de la crítica, identificando sus formas y dando voz a destacados autores, la Cátedra Ingmar Bergman en cine y teatro, UNAM organizó del 28 de febrero al 5 de marzo de 2014, en colaboración con el FICUNAM, el Goethe-Institut-Mexiko y la Academia Mexicana de Artes y Ciencias Cinematográficas, IMCINE, Conaculta, y la generosidad de Embajada España-AECID, ICAA, Casa Buñuel y CM Idiomas, llevó a cabo su XII sesión: poéticas y paradigmas de la crítica. Las actividades se llevaron a cabo en la sala Carlos Chávez, la sala Julio Bracho y el auditorio del MUAC. |
| 2014 | Febrero           | XI sesión: Educación y aprendizajes teatrales                                                                | Otacilio Alacrán, Luz Emilia Aguilar Zinser, Jurij Alschitz, Wagner Cintra, Mario Espinosa, Blanca Guerra, Michael Keller, Mark Kuntz, Ferdinando Martins, Francisco “Xyko” Peres y Armin Petras | El teatro alemán mantiene su magnetismo y en colaboración con la Academia de arte dramático Ernst Busch, la Cátedra Bergman exploraron las raíces y expresiones del teatro gestual. Presentada por la Academia Mexicana de Artes y Ciencias Cinematográficas (AMACC) se ofreció una conferencia magistral impartida por la actriz Blanca Guerra, su presidenta actual, en la que se abordaron los desafíos en la creación de públicos y la actualización profesional en el arte escénico. Se ofreció una charla sobre el Festival de Teatro Universitario del Kennedy Center, impartida por Mark Kuntz, profesor de la Western Washington University y una conferencia magistral de Michael Keller sobre el teatro gestual que forma parte de la enseñanza en la Academia Ernst Busch en Berlín. Se presentó el libro Entrenamiento por siempre editado por la UNAM y en el que se recogen las experiencias y metodologías de Jurij Alschitz, profesor ruso de teatro que ha recorrido el mundo investigando y documentando técnicas de enseñanza de las artes escénicas combinando la teoría y la práctica. Se llevaron a cabo lecturas dramatizadas con obras brasileñas de Michelle Ferreira, Jô Bilac, Franz Kepler, Alexandre Dal Farra y Leonardo Moreira. El taller fue impartido por Armin Petras. |
| 2013 | Octubre           | X sesión: Construcción de relatos.                                                                           | Bruno Bert, José Felipe Coria, José Luis Ibáñez, Khalid K, Lucía Gajá, Carlos Narro, Gabino Rodríguez, Jorge Arturo Vargas, Eduardo de la Vega Alfaro, Alberto Villarreal y Lauro Zavala | - |
| 2013 | Febrero           | IX sesión: La crítica.                                                                                       | Bruno Bert, Jorge Ayala Blanco, Jean-Christophe Berjon, Nicole Brenez, José Felipe Coria, Francisco Ferreira, Flavio González Mello, Roger Koza, Isaac León Frías, Erik Libiot, Dennis Lim, Adrian Martin, Jonas Mekas, Ángel Míquel, Rodolfo Obregón, Darezhan Omirbayev, Mark Peranson, Jean-Pierre Rehm, Carol Rocamora, Jonathan Rosenbaum, Fernanda Solórzano y Manuel Yáñez                                                                               | En su novena sesión, la Cátedra Bergman se dedicó a exponer, discutir y reflexionar sobre el papel y las funciones de la crítica especializada. Esta es considerada entre los géneros periodísticos y literarios que han creado a partir de otras obras, modos de comprender, explicar y registrar expresiones estéticas que reflejan el temperamento y la personalidad artística, por un lado y el contexto histórico que las enmarcan. |
| 2013 | Febrero           | VIII sesión: De la docencia y la experimentación a los modelos de políticas públicas de las artes escénicas. | Jurij Alshitz, Antônio Araújo, Mario Espinosa, Celso Frateschi, Flavio González Mello, José Luis Ibáñez, Ferdinando Martins, Evaldo Mocarzel, Maria Lúcia Pupo, Jorge Sánchez, Abílio Tavares y Víctor Ugalde | - |
| 2012 | Septiembre        | VII sesión: Pisajes Sonoros                                                                                  | Nerio Barberis, Pablo Espinosa, Poncho Figueroa, Eduardo Gamboa, Leo Heiblum, Martín Hernández, Diego Herrera, Khalid K, Leoncio Lara, Samuel Larson, José Návar, Michael Nyman, Gabriela Ortízy Armando Vega Gil | Esta edición estuvo dedicada a la reflexión sobre los universos sonoros que se generan con la música, los sonidos y los diálogos que mueven una película o una obra de teatro. En esa tarea, técnicos, intérpretes y artistas toman parte del trabajo colectivo para captar, reproducir y sumar la substancia de la acústica en una pista sonora indispensable en la experiencia audiovisual. |
| 2012 | Mayo              | VI sesión: Reflejos del cine y teatro                                                                        | Damián Alcázar, Jorge Fons, Tenoch Huerta, Bruce Myers, Ursula Pruneda, Arcelia Ramírez, Gerardo Trejoluna, Richard Viqueira, Va Wölfl y Giovanna Zacarías | Esta sesión integró los reflejos del cine y el teatro, visitando referencias y préstamos entre varias disciplinas escénicas. Los umbrales del telón y la pantalla están llenos de claroscuros en la búsqueda y hallazgo de temas, conceptos y cómplices para llevar adelante reflexiones y representaciones de la realidad que permitan conocerla, aceptarla y modificarla. La preparación de la escena es un intenso y largo proceso que sube de temperatura con las luces del escenario o del set de filmación |
| 2012 | Febrero           | V sesión: FRONTERAS DE LA FICCIÓN                                                                            | Masao Adachi, Chantal Akerman, Carlos Bolado, Armando Casas, Victor Gaviria, Go Hirasawa, Hans Hurch, Adrian Martin, Omar Medina, Yulene Olaizola, Gabino Rodríguez, José Luis Saldaña, Peter Tscherkassky y Francisco Vargas | La V sesión abordó las fronteras de la ficción y exploró las relaciones políticas que existen en el arte de narrar historias. Integrando fragmentos de la vida cotidiana para enriquecer la imaginación con experimentos que forman parte de la evolución y los frutos del lenguaje cinematográfico. En el marco de FICUNAM. |
| 2011 | Noviembre         | IV sesión: CREACIÓN Y ADAPTACIÓN                                                                             | Héctor Bourges, José Antonio Cordero, Doris Dörrie, Mario Espinosa, Francisco Franco, Flavio González Mello, Hugo Hiriart, Paula Markovitch, Maud Robart, Kristo Šagor y Frederik Tidén | Esta sesión estuvo enfocada en las fronteras de la creación y la adaptación, considerando que la diversidad de oficios artísticos son necesarios y complementarios recíprocamente. |
| 2011 | Agosto            | III sesión: LA PUESTA EN ESCENA                                                                              | Laura Almela, Guillermo Arriaga, José Caballero, Atenea Chávez, Katinka Faragó, Alejandro Luna, Lorenza Manrique, Mario Marín, Orlando Merino, Enrique Singer y Óscar Tello | - |
| 2011 | Febrero-marzo     | II sesión | Armando Casas, Ernesto Contreras, Mariana Chenillo, Doryun Chong, Sergei Dvortsevoy, Nicolás Echevarría, Mario Espinosa, Daniel Giménez Cacho, Roger Koza, Alejandro Luna, Beatriz Novaro, Ignacio Ortiz, Artavazd Peleshyan, Jean-Pierre Rehm, Kelly Reichardt, Alonso Ruizpalacios, Alberto Villarreal y Apichatpong Weerasethakul | - |
| 2010 | Agosto-septiembre | Sesión inaugural                                                                                             | Pedro Armendáriz, Guillermo Arriaga, Sitig Björkman, Manuel Gutiérrez Aragón, Jan Holmberg, Michael Nyman y Luis Valdéz | - |

- Sesiones Extraordinarias

| Año  | Mes           | Título                                                                                    | Invitados | Resumen |
| ---- | ------------- | ----------------------------------------------------------------------------------------- | --- | --- |
| 2015 | Septiembre    | Composición de música para cine                                                           | Eduardo Gamboa, Peter Golub, Leonardo Heiblum, Leoncio Lara, Gus Reyes y Andrés Sánchez                                                | En el marco del 6.º Laboratorio de composición de música para cine, se llevó a cabo una conferencia con Peter Golub “Paisajes musicales” el 9 de septiembre de 2015 y el viernes 11 de septiembre, la mesa de reflexión “Experiencias sonoras” en la que participaron los compositores invitados. |
| 2015 | Septiembre    | Vanessa Ewan en la UNAM                                                                   | Vanessa Ewan | En colaboración con el Centro Universitario de Teatro, el jueves 10 de septiembre de 2015 se ofreció la conferencia magistral Movimiento, voz y canto de Vanessa Ewan en la sala Carlos Chávez, en la que la docente británica compartió los fundamentos de estudio y educación del Royal central School of Speech & Drama. |
| 2015 | Mayo          | Roland Schimmelpfennig en la UNAM                                                         | Mauricio García Lozano, Flavio González Mello y Roland Schimmelpfennig                                                                 | Acompañado del director de escena Mauricio García Lozano y el escritor Flavio González Mello, el dramaturgo alemán Roland Schimmelpfennig se presentó ante el público universitario el jueves 21 de mayo en la sala Carlos Chávez, como parte de su estancia en México con motivo de la práctica experimental Canto D.F producida por el Instituto Goethe-México, Teatro UNAM y la Cátedra Ingmar Bergman en cine y teatro, UNAM y ofrecida al público en el Teatro Santa Catarina el 25 y 26 de mayo de 2015 |
| 2015 | Mayo          | Matías Piñeiro en la UNAM                                                                 | Garbiñe Ortega y Matías Piñeiro | Se ofreció la conferencia magistral El poder de la palabra en el cine en la que el cineasta argentino Matías Piñeiro conversó con Garbiñe Ortega como parte de su estancia en México con motivo del taller “¿De dónde surgen las grandes películas?”. Se caracterizaron horizontes del cine argentino contemporáneo y el joven cineasta compartió sus procesos creativos en colaboración con un equipo artístico que lleva varios años trabajando juntos en los escenarios y la pantalla, con un estilo donde destacan sus profundos vasos comunicantes con el teatro, el inteligente uso de la repetición, las capas de significado de los personajes, el ritmo en la puesta en escena y las microhistorias de su generación para producir poéticas |
| 2015 | Mayo          | Musicalidad escénica. Julie Taymor y Elliot Goldenthal en la UNAM                         | Elliot Goldenthal, Leoncio Lara, David Olguín y Julie Taymor                                                                           | - |
| 2015 | Marzo         | William Kentridge en la UNAM                                                              | William Kentridge | El artista sudafricano ofreció una conferencia magistral titulada: “Pensamiento periférico”, en la que compartió su método de trabajo, En su reciente trabajo ha hecho una relectura de la ópera china comunista a través de coreografías con bailarinas y músicos sudafricanos, parte de su estudio acerca de los límites de la utopía. |
| 2015 | Febrero       | Volker Schlöndorff en el CUEC                                                             | Volker Schlöndorff | - |
| 2014 | Noviembre     | Teatro, memoria y resistencia. Wajdi Mouawad en la UNAM                                   | Karina Gidi, Wajdi Mouawad, Diego Rabasa y Arcelia Ramírez                                                                             | Wajdi Mouawad compartió con la actriz Karina Gidi, el editor Diego Rabasa y el público universitario su concepción del arte y relató la transformación que ha vivido al desarrollar su obra teatral y literaria en diversas obras. Ha trabajando sobre la memoria y sus raíces con Líbano y reflexionando sobre su condición de exiliado en Quebec y Francia. A partir de su fascinación por los griegos, en sus obras ha demostrado que, desde la antigüedad las historias sirven como formas de resistencia al olvido. Como parte de su gira en México, presentó su más reciente novela Anima en la Casa de Francia y en el Teatro de la Ciudad ofreció dos funciones de su obra Solos, con una trama autobiográfica y meta-teatral inspirada en el estilo de Robert Lepage. También se encontró con estudiantes del CUT en su titulación durante la develación de la placa por Ventanas, basado en dos obras de Wajdi Mouawad, dirigidas por Hugo Arrevillaga. |
| 2014 | Noviembre     | Bergman: Sueños y visiones irrealizables. Marcus Lindeen en la UNAM                       | Marcus Lindeen | El investigador sueco Marcus Lindeen compartió una técnica de trabajo para crear piezas teatrales que proviene de sus años como periodista y reportero de radio, en el que se utilizan grabaciones de audio en lugar de una pluma para escribir en una hoja en blanco. A través de entrevistas y testimonios se forma la columna del guion de la pieza, tomando de la realidad personajes, frases y conflictos que los intérpretes llevan a escena dentro de lo que puede llamarse Teatro documental. Su trabajo en el Archivo de Ingmar Bergman en el Instituto Sueco de cine fue estudiar las ficciones que el cineasta sueco escribió, pero que no fueron realizadas por diversas razones, formando un collage escénico que tituló como el apartado en el archivo: Sueños y visiones irrealizables. Relató el proceso de composición y escenificación de la pieza. |
| 2014 | Noviembre     | Composición de música para cine                                                           | Richard Bellis, Carles Cases, Eduardo Gamboa, Leo Heiblum, Leoncio Lara, Heitor Pereira, Antônio Pinto, Gustavo Reyes y Andrés Sánchez | A través de conferencias magistrales y sesiones de trabajo se profundizó en la práctica de la producción musical, formas de escritura y composición, arreglos e instrumentaciones para grabaciones en estudios con orquestas, grabaciones para doblajes y la utilización de metrónomo o prescindiendo de éste, caracterizando la selección de paletas de sonidos e instrumentos particulares para aportar algo propio. Las dinámicas de trabajo permitieron que el grupo de estudiantes se encontrara con los asesores y reconocidos músicos en la industria del cine y la televisión Richard Bellis, Heitor Pereira, Antônio Pinto, Carles Cases, Leoncio Lara, Leo Heiblum, Eduardo Gamboa, Andrés Sánchez y Gustavo Reyes. Los alumnos comenzaron el laboratorio realizando prácticas de composición con una escena de la película Pelo malo y conversando con su directora Mariana Rondón sobre las posibilidades de sumarle música a esta película recientemente producida en Venezuela. Se ofreció al público en general un concierto de Carles Cases con la Mexfilm String Orchestra. |
| 2014 | Octubre       | Hans-Thies Lehmann en la UNAM. Metamorfosis del teatro posdramático                       | Hans-Thies Lehmann | - |
| 2014 | Octubre       | Juliette Binoche en el FICM                                                               | Juliette Binoche | En la conferencia magistral de Juliette Binoche, la actriz compartió con el auditorio compuesto de actores y estudiantes morelianos, su particular punto de vista sobre el papel de actor en el proceso de creación, su compromiso con la obra y el equipo creativo así como su relación con el director. |
| 2014 | Agosto        | Coloquio de teatro, cine y fútbol. Ciclo Versus: cine-debate                              | Emilio Casas, Mayra Guerra, Orlando Jiménez y Gabriel Rodríguez Álvarez                                                                | Para reflexionar sobre la representación de los contrincantes y el conflicto en los deportes, la Cátedra Ingmar Bergman realizó el ciclo de cine-debate Versus dentro del segundo “Coloquio de teatro, cine y fútbol: convergencias en el terreno de juego”, organizado con el Centro de Investigación, documentación e información teatral Rodolfo Usigli (CITRU). Se presentaron cortos de ficción, documentales y rescates recientes de la Filmoteca de la UNAM, en cinco sedes del INBA y la UNAM. |
| 2014 | Febrero       | Seminario Alan Berliner                                                                   | Alan Berliner, Christiane Burkhardt, Inti Cordera y Garbiñe Orteg                                                                      | - |
| 2014 | Enero-febrero | Ambulante 2014, sección Imperdibles- World Cinema Foundation                              | Bruni Burres, Ahmed El Maanouni y Kent Jones                                                                                           | - |
| 2013 | Noviembre     | Volker Schlöndorff regresa a la UNAM                                                      | Volker Schlöndorff | Volker regresó a México a presentar su libro de memorias traducidas y editadas por la UNAM, y para ofrecer una exhibición de su más reciente película, que trata sobre la invasión alemana a Francia en la Segunda Guerra Mundial. |
| 2013 | Octubre       | Wagner, 200 años después                                                                  | Carl Hegemann, Siegfried Mauser, Amélie Sandmann, Sergio Vela y Christina Von Braun                                                    | Se organizó una sesión extraordinaria en colaboración con el Patronato de la Industria Alemana para la Cultura, el Goethe-Institut Mexiko, Radio UNAM, el MUAC y la Filmoteca de la UNAM para celebrar el bicentenario del nacimiento de Richard Wagner (1813-1883) |
| 2013 | Agosto        | Miradas contemporáneas del cine sueco. Clase magistral “Metamorfosis del sonido en ruido" | Ola Simonsson y Johannes Stjärne-Nilsson                                                                                               | - |
| 2013 | Agosto        | Blancanieves en la UNAM                                                                   | Pablo Berger, Armando Casas y Daniel Giménez Cacho                                                                                     | se proyectaron dos funciones de Blancanieves (Dir. Pablo Berger) para el público universitario. |
| 2013 | Agosto        | Jonás Trueba en la UNAM                                                                   | Christiane Burkhard, Garbiñe Ortega y Jonás Trueba                                                                                     | - |
| 2013 | Marzo         | Jan-Erik Billinger en la UNAM                                                             | Jan-Erik Billinger | El sueco Jan-Erik Billinger estuvo en la UNAM en colaboración con el Festival Internacional de Cine en Guadalajara. El actual director de la Fundación Bergman y quien desde 2005 funge como director de patrimonio fílmico del Instituto Sueco de cine, ofreció una conferencia para conocer aspectos desconocidos de la obra e influencia de Ingmar Bergman. |
| 2013 | Enero         | Pierre Étaix en la UNAM                                                                   | Jorge Ayala Blanco y Pierre Étaix | En su primera visita a México, el autor de El suspirante (1963), Yoyo (1965), Sólo cuenta la salud (1966), Ese loco, loco deseo de amar (1969) y El país de la abundancia (1974), se encontró con el público universitario en un diálogo sostenido con Jorge Ayala Blanco. |
| 2012 | Noviembre     | Barry Gifford en la UNAM                                                                  | Barry Gifford y Kyzza Terrazas | Se proyectó la película Salvaje de corazón de David Lynch, sostuvo una entrevista con el cineasta mexicano Kyzza Terrazas en el auditorio del MUAC. |
| 2012 | Noviembre     | Geraldine Chaplin en la UNAM                                                              | Diana Bracho y Geraldine Chaplin | El lunes 12 de noviembre la actriz norteamericana Geraldine Chaplin, conversó con la actriz mexicana Diana Bracho en el Aula magna de la Facultad de Filosofía y Letras. Su plática reveló puntos en común y ángulos de la profesión en la que ambas han participado. |
| 2012 | Noviembre     | Stefan Drössler en la UNAM                                                                | Stefan Drössler | Stefan dio una conferencia magistral titulada “Breve historia del 3D”. |
| 2012 | Agosto        | Andreas Dresen en la UNAM                                                                 | Andreas Dresen y Gerardo Salcedo | - |
| 2012 | Abril         | Composición musical para cine                                                             | Everardo Gout, Leoncio Lara y Shigeru Umebayashi                                                                                       | Como invitado especial estuvo el compositor japonés Shigeru Umebayashi, acompañado por el músico y compositor mexicano Leoncio Lara y Everardo Gout, director de la película Días de Gracia (México, 2012), en cuya banda sonora trabajó Umebayashi junto a Nick Cave, Warren Ellis y Atticus Ross. |
| 2012 | Marzo         | Mike Leigh en la UNAM                                                                     | Ignacio Durán y Mike Leigh | - |
| 2011 | Octubre       | Volker Schlöndorff en la UNAM                                                             | Jorge Ayala blanco y Volker Schlöndorff                                                                                                | La sesión estuvo compuesta por la proyección de la película El tambor de hojalata y el diálogo entre el director de cine Volker Schlöndorff y Jorge Ayala Blanco. La segunda parte consistió en una conferencia magistral de Schlöndorff en la Sala Carlos Chávez del CCU. |
| 2011 | Septiembre    | Fred Frith en la UNAM                                                                     | Fred Frith | Al ofrecer su conferencia titulada: “Verdadero o falso: la música en el cine”, Frith habló sobre las diferencias entre hacer música para ficciones y documentales, mostrando escenas de películas documentales y de ficción y series de TV que contienen su trabajo. |
| 2011 | Septiembre    | Carlos Saura en la UNAM                                                                   | Sealtiel Alatriste, Armando Casas y Carlos Saura                                                                                       | - |
| 2010 | Octubre       | Terry Gilliam en la UNAM                                                                  | Terry Gilliam y Flavio González Mell                                                                                                   | - |

## Acontecimientos
Se han realizado alianzas con instituciones culturales y festivales de cine y teatro como el British Council, el Instituto Goethe, el Instituto Sueco de Cine, el Festival Internacional de Cine de Morelia, el Festival Internacional de Cine en Guadalajara, el FICUNAM, el Festival Nacional e Internacional de Teatro Universitario y el Festival de México en el Centro Histórico, por mencionar algunos. 